# Dehydrolinalool
Dehydrolinalool ist eine chemische Verbindung aus der Gruppe der tertiären ungesättigten Alkohole und ein Propargylalkohol-Derivat

## Gewinnung und Darstellung
Dehydrolinalool kann durch Basen katalysierte Ethinylierung von 6-Methyl-5-hepten-2-on mit Acetylen gewonnen werden.

## Eigenschaften
Dehydrolinalool ist eine farblose bis gelbliche bis leicht orange klare Flüssigkeit. Bei der Behandlung mit Ameisensäure wird die Verbindung durch eine Rupe-Umlagerung zu 1-(3,3-Dimethyl-1-cyclohexen-1-yl)ethanon cyclisiert.

## Verwendung
Dehydrolinalool wird als Zwischenprodukt zur Herstellung von Terpenalkoholen für die Parfumindustrie verwendet. Die Verbindung wird auch als Duftstoff in dekorativen Kosmetika, feinen Parfüms, Shampoos, Toilettenseifen und anderen Toilettenartikeln sowie in nicht-kosmetischen Produkten wie Haushaltsreinigern und Waschmitteln verwendet.

## Externe Links zu erwähnten Verbindungen
1. ↑  Externe Identifikatoren von bzw. Datenbank-Links zu 1-(3,3-Dimethyl-1-cyclohexen-1-yl)ethanon:  CAS-Nr.: 22463-19-0, PubChem: 89724, ChemSpider: 80983, Wikidata: Q81993381.